# جراحی قلب

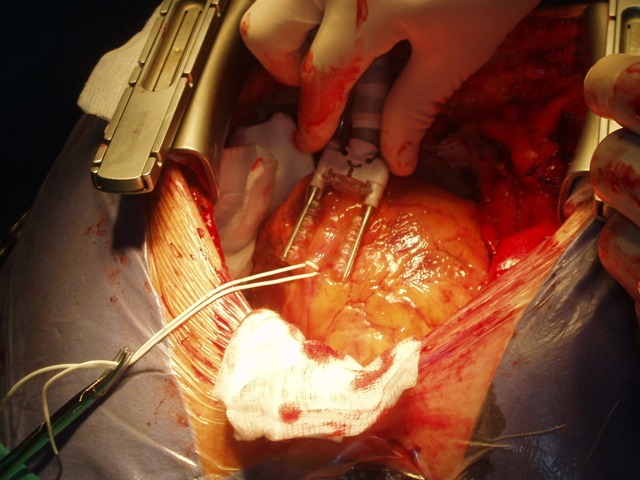
تصویر یک جراحی قلب باز

جرّاحیِ قلب شاخه‌ای از علم جرّاحی است که توسط جراح قلب بر روی قلب و عروق بزرگ انجام می‌شود. این جراحی غالباً برای درمان بیماری‌های ایسکمیک قلب (مثل جراحی کنارگذر شریان کرونری)، اصلاح عیوب مادرزادی قلب یا درمان بیماری‌های دریچه‌های قلب به‌کار می‌رود. پیوند قلب نیز یکی از اعمال جراحی قلب محسوب می‌شود.
در جراحی قلب به روش مرسوم، از شکاف جراحی با برش کامل استخوان جناق از خط وسط و همچنین دستگاه بای‌پس قلبی-عروقی استفاده می‌شود که هر دو آن‌ها، سبب تهاجمی بودن اعمال جراحی قلب و ایجاد کننده بسیاری از عوارض هستند.
در جراحی کم تهاجمی قلب، جراح با استفاده از برش‌های جراحی کوچک‌تر به عنوان جایگزین باز کردن کامل استخوان جناق یا حذف دستگاه پمپ قلبی-ریوی از فرایند عمل جراحی، سعی در کاهش عوارض و بهبود سریع‌تر و حفظ زیبایی بیماران به خصوص در بانوان دارد.
تخمین زده می‌شود از هر سه بزرگسال آمریکایی یک نفر مبتلا به یک یا چند بیماری قلبی عروقی باشد. در سراسر دنیا هر ساله ۱/۲۵–۱ میلیون جراحی قلب بزرگسال انجام می‌شود که شایعترین عمل جراحی قلب CABG با روش مرسوم on-pump یعنی با کمک بای پس قلبی ریوی (CPB) می‌باشد. در این روش قلب بیمار به کمک دارو از حرکت بازمی‌ایستد و وظیفه گردش خون را دستگاه برعهده می‌گیرد. در این بین جراح از ورید ساق پا یا شریان سینه یک مسیر کمکی به انتهای رگی که بسته شده ایجاد می‌کند. بعد اتصال کامل عروق قلب مجدداً با دارو به حرکت درمی آید و از دستگاه پمپ جدا می‌شود. معمولاً بین سه تا پنج روز بیمار می‌تواند از تخت خارج شود. و بعد از یک هفته تا ده روز مرخص می‌گردد. روش دیگر عمل جراحی قلب روش off-pump است که کالای مورد نیاز برای انجام آن «اختاپوس» است.
توصیه‌های بعداز عمل جراحی قلب باز(CABG):
1. قطع مصرف سیگار
2. تحرک کافی جهت جلوگیری از ترومبوز (لخته) ورید عمقی(DVT) و کاهش ظرفیت تنفسی (درصورت عدم منع از سوی درمانگر هرچه سریعترازتخت خارج شوید)
3. رعایت بهداشت فردی وعدم دستکاری محل جراحی جهت جلوگیری از عفونت محل
4. مصرف داروهای تجویز شده توسط پزشک به‌طور کامل و سرساعت مشخص
5. حفظ وکنترل قند خون در میزان طبیعی دربیماران دیابتی جهت کمک به ترمیم سریعتر زخم
6. درصورت عدم منع پزشک، داشتن رژیم غذایی پرپروتئین پرکالری واستفاده از میوه وسبزیجات جهت ترمیم زودتر زخم
7. استفاده منظم از استرنوم ساپورت (حمایت کننده قفسه سینه) درصورت توصیه درمانگر
8. سرفه وتنفس مؤثر جهت جلوگیری از عفونت مجاری تنفسی
9. مصرف مایعات کافی برای رقیق شدن ترشحات ریه وکمک به خروج آنها (درصورت عدم منع درمانگردر بیماران کلیوی و…)
10. جهت کاهش ورم در پایی که ورید از آن برداشته شده است، هنگام خواب پای خود را بالاتر ازسطح بدن قراردهید (به جز بیماران با نارسایی شدیدقلبی که بالابردن پاها باعث افزایش سریع حجم ورودی به قلب وافزایش کار وبار قلب می‌شود)
11. درصورت رویت ترشحات چرکی ویا سبزرنگ و بدبو در محل عمل وتب و لرز هرچه سریعتر پزشک خودرا درجریان بگذارید!
12. مراجعه به پزشک جهت ویزیت بعداز جراحی درتاریخ معین شده که این تاریخ می‌تواند یک هفته یا یک ماه یا… بعدازعمل جراحی باشد

## جراحی قلب باز
یکی از راه‌های درمان سرخرگ‌های تنگ یا مسدودشده این است که از هر کدام از رگ‌های سالم بدن، رگی برداشته و آن را به ناحیه مسدود شده سرخرگ کرونری پیوند بزنیم. از جمله رگ‌هایی که برای این عمل پیوند به کار می‌رود، می‌توان به رگ‌های پا یا سرخرگ‌های ناحیه سینه اشاره کرد.
البته از رگ‌های مچ دست هم می‌توان برای این جراحی استفاده کرد. جراح قلب یک سر رگ پیوندی را به بالای قسمت مسدودشده و سر دیگر را به پایین این قسمت متصل می‌کند. به این ترتیب خون، از طریق رگ پیوندی از مسیر مسدودشده میان‌بر می‌زند و به قلب می‌رسد. به این درمان، عمل جراحی بای پس شریان کرونری می‌گویند.